# Święcica (gmina)
Święcica (błędnie Święcice) – dawna gmina wiejska istniejąca do 1922 roku w woj. białostockim (obecnie na Białorusi). Siedzibą gminy była Święcica Wielka.
Na początku okresu międzywojennego gmina Święcica należała do powiatu wołkowyskiego w woj. białostockim. Gminę zniesiono już 30 grudnia 1922 roku, a jej obszar włączono:
- do gminy Biskupice:
  - gromada Choćkowce (wieś i folwark Choćkowce);
- do gminy Izabelin:
  - gromada Gieruciów (wsie Gieruciów I, Gieruciów II i Połujanki oraz folwark Gieruciów),
  - gromada Zadworzańce (wsie Zadworzańce i Sidorki),
  - wieś Rakowszczyzna, którą włączono do gromady Michajły tamże;
- do gminy Mścibów:
  - gromada Nowosiółki (wsie Chilmonowce, Nowosiółki, Wielkie Sioło i Zarzeczany),
  - gromada Święcica Mała (folwarki Święcica Mała i Marysin),
  - gromada Święcica Wielka (folwark Święcica Wielka),
  - gromada Wierdomicze (wieś i folwark Wierdomicze);
- do gminy Porozów:
  - gromada Bobrowniki Wielkie (wieś Bobrowniki Wielkie),
  - gromada Hornostajewicze (wieś i folwark Hornostajewicze),
  - gromada Kobuzie (wieś i folwark Kobuzie),
  - gromada Kowale (wieś Kowale),
  - gromada Kusińce (wieś Kusińce),
  - gromada Puszczyki (wsie Puszczyki, Hruszczany i Zahorany oraz folwark Walickowszczyzna),
  - gromada Sokolniki wieś (wieś Sokolniki I),
  - gromada Sokolniki osada (wieś  Sokolniki II),
  - gromada Tołoczmany (folwark Tołoczmany);
  - gromada Wierobiejki (wsie Wierebiejki  i Bobrowniki Małe),
  - gromada Wilejsze (wsie Wilejsze, Downary, Skrebły, oraz folwarki Wilejsze i Skrebły),
- do gminy Świsłocz:
  - gromada Łaszewicze (wsie Łaszewicze i Prazdniki).